# Sedalia (Alberta)
Pour les articles homonymes, voir Sedalia.
Sedalia est un hameau (hamlet) de l'Aire spéciale No 3, situé dans la province canadienne d'Alberta.